# リュウキュウヤマガメ
リュウキュウヤマガメ（琉球山亀、Geoemyda japonica）は、爬虫綱カメ目イシガメ科ヤマガメ属に分類されるカメ。

## 分類
1891年にスペングラーヤマガメとして学会に報告され、1892年には標本が採取されヨーロッパに持ち込まれたことでスペングラーヤマガメが南西諸島にも分布すると考えられるようになった。1907年には本種の標本からスペングラーヤマガメとは形態的に異なることが示唆されたものの、スペングラーヤマガメの実物の標本を基に比較されることはなかった。1931年にスペングラーヤマガメの実物の標本と、1907年の文献との比較によりスペングラーヤマガメの亜種として初めて記載された。
1990年から両者の実物の標本を実見した比較（1935年にも両者の実物の標本を実見した比較が行われ別種であることが示唆されたが、標本数が少なかったため亜種として扱いを保留した）が行われ、1992年に独立種として分割された。
種小名の「japonica」は「日本の」の意である。更新世の日本列島には多様なイシガメ科や他のカメ類の化石種が生息していたが、イシガメ科では本種とニホンイシガメのみが生存した。
方言名として「ヤンバルガーミー」などがある。「オキナワガメ」や「ヤンバルガメ」といった別名があると紹介されることもあるが、過去に用いられたことはあるものの現在では用いられることはほぼない。

## 分布
日本列島（沖縄島北部、久米島、渡嘉敷島）固有種。
伊江島と慶留間島でも発見例があるが人為的に移入された個体だと考えられている。

## 形態
最大甲長15.6センチメートル。背甲は上から見るとやや角張った俵形。第4肋甲板は、第1-3肋甲板と比べてやや小型。後部縁甲板が弱く鋸状に尖るが、老齢個体では不明瞭になる。背甲の色彩は橙色や黄褐色、褐色、暗褐色。
背甲と腹甲の継ぎ目（橋）に腋下甲板がある。左右の股甲板の継ぎ目（シーム）の長さ（間股甲板長）は、左右の肛甲板のシームの長さ（間肛甲板長）よりも短い。腹甲の色彩は黒や黒褐色で、腹甲の外縁は黄色。腹甲の暗色部が俵形や楕円形になる個体が多い。
頭部はやや小型から中型。顎の咬合面は狭い。頭部の色彩は橙色、暗黄色、黄褐色、褐色などで、不規則に赤や橙、黄色の斑紋や筋模様が入る。後肢や尾の基部に棘状の大型鱗がある。頸部や四肢、尾の色彩は灰褐色や暗黄色、褐色などで、四肢に橙や黄色の斑点が入る個体もいる。
孵化直後の幼体は甲長3.5-3.6センチメートル。

## 生態
低山地にある原生林や二次林に生息する。陸棲。夏季には渓流の周辺で見られることが多い。冬季になると完全な冬眠はしないものの、洞窟や岩の割れ目、岩や倒木の下などに留まったりその周辺でのみ活動することもある。
食性は雑食で、昆虫、多足類、陸棲の巻貝、ミミズ、植物の葉、芽、果実などを食べる。捕食者としてはリュウキュウイノシシ、ハシブトガラス、アカマタなどが挙げられ、イヌやネコ、フイリマングースも本種を捕食している可能性がある。
繁殖形態は卵生。野生下では6-8月に4-6個の卵を産むとされることがあるが、実際の目撃情報や観察例などといった根拠は不明。飼育下での例や小型種であること、卵が大型であることから複数個体あるいは複数回の産卵を誤認した可能性が高いとされる。飼育下では1回に主に1-2個（まれに3個）の卵を産んだ例がある。卵は7月に孵化した例がある。

## 人間との関係
開発による生息地の破壊、殺虫剤や除草剤による獲物の減少および本種自体の中毒、道路での車による轢死、道路脇の側溝への落下死などにより生息数は激減している。人為的に移入された野犬やノネコ、フイリマングースの侵入、ペット用の密猟、クサガメやセマルハコガメ、ミナミイシガメと本種との間にできた属間雑種が発見されており遺伝子汚染などによる生息数の減少も懸念されている。2013年にワシントン条約附属書IIに掲載され、日本からの商業目的での生体の輸出割当は0とされている。日本では1972年に沖縄県の、1975年に国の天然記念物に指定された。
絶滅危惧II類 (VU)（環境省レッドリスト）

## 参考資料
1. ↑  
CITES homepage
  - Appendices I, II and III
2. ↑  
Asian Turtle Trade Working Group 2000. Geoemyda japonica. The IUCN Red List of Threatened Species. Version 2014.3. <http://www.iucnredlist.org>. Downloaded on 06 May 2015.